# Nadzikambia mlanjensis
Nadzikambia mlanjensis (лат.) — вид ящериц из семейства хамелеонов. Эндемик горного массива Муландже в Малави. Международным союзом охраны природы отнесён к вымирающим видам.

## Внешний вид
Мелкий хамелеон с длиной тела без хвоста в среднем 7—7,5 см. Максимальная длина тела у самцов составляет 8,1 см, а у самок — 8,4 см. В задней части головы имеется шлем, покрытый увеличенными плоскими чешуями. По нему также проходит гребень из бугорков. Схожий гребень тянется от области спереди глаз до кончика морды. Тело покрыто относительно однообразными чешуями, отделёнными мелкими зёрнышками. Хвост немного длиннее тела. Окраска туловища от зелёной до оранжевой, обычно с синим отливом на пояснице и двумя бледными треугольными полосами по бокам, которые у самцов могут быть незаметными. Горло и бока головы ярко-лаймовые с рассеянными голубыми точками. Чешуи на шлему у самцов спереди бледно-зелёные или синие, а кзади становятся оранжевыми или коричневыми. У самок шлем оранжево-красный или красновато-коричневый. Хвост зелёный с оранжевым отливом, особенно сверху. Брюхо и нижняя сторона ног голубовато-зелёные, иногда по середине брюха проходит бледная линия.

## Ареал и места обитания
Встречается только в предгорных вечнозелёных лесах на влажных южных и восточных склонах горного массива Муландже на юго-востоке Малави на высоте от 1100 до 1900 м над уровенем моря. Считается, что в результате хозяйственной деятельности человека площадь доступных виду лесов существенно сократилась, и в настоящее время его ареал сильно фрагментирован, занимая около 61 км².

## Образ жизни
Ведёт древесный образ жизни. Спит на концах ветвей. Будучи потревоженным, падает на землю. Питается различными беспозвоночными. Летом самки откладывают по 6—8 яиц размером 15—16 × 7—8 мм.

## Численность и охрана
Данные об обилии вида отсутствуют, но в связи с небольшим ареалом общая численность хамелеонов считается низкой. Кроме того, предполагается, что в результате антропогенной трансформации лесов из-за лесозаготовок, развития сельского хозяйства, добычи боксита, а также инвазии сосны в горах Муландже вид претерпел значительное снижение численности. По разным оценкам, трети до половины площади лесов стали недоступны для хамелеонов. В связи с этим Международный союз охраны природы отнёс вид к категории вымирающих. Включён в приложение II СИТЕС.